# Гелена Бергстрем
Гелена Бергстрем (швед. Helena Bergström; нар.. 5 лютого 1964 року, Гетеборг) — шведська актриса, дружина режисера Коліна Натлі та онука шведського актора Улофа Відгрена.

## Життєпис
Гелена Бергстрем народилася в родині режисера Ганса Бергстрема та актриси Керстін Відгрен. Закінчила Шведську національну академію сценічного мистецтва. У 1987—1989 і 1990—1991 роках працювала в Королівському драматичному театрі в Стокгольмі (Драматен). У 1989—1990 і 1992—1993 рр. грала в Стокгольмському міському театрі. Виконувала ролі в драмах Шекспіра, Ібсена і Теннессі Вільямса. Загальну популярність отримала після зйомок у трилері «Жінки на даху» (Kvinnorna på taket; 1989).
У 2007 році Гелена дебютувала на посаді режисерки картини «Se upp för dårarna».

## Фільмографія
- 1982 — «Time Out» (телесеріал)
- 1983 — «Vidöppet» (телесеріал)
- 1989 — «Husbonden» (трисерійний телевізійний фільм)
- 1989 — «Kvinnorna på taket»/ Жінки на даху
- 1989 — «1939»
- 1990 — «Blackjack»/ Блек-джек
- 1992 — «Änglagård»/ Будинок ангелів
- 1993 — «Sista dansen»/ Останній танець (спеціальна премія журі Стамбульського МКФ, премія Монреальського МКФ кращій актрисі)
- 1994 — «Änglagård — Andra sommaren»/ Будинок ангелів — Друге літо
- 1996 — «Jägarna»/ Мисливці
- 1996 — «Sånt är livet»
- 2011 — «Någon annanstans i Sverige»
- 1993 — «Pariserhjulet»/ Паризька карусель
- 1998 — «Under solen»/ На сонці
- 1998 — «Still Crazy»
- 2000 — «Livet är en schlager»
- 2001 — «Sprängaren»/ Крайній термін
- 2003 — «Paradiset»
- 2004 — «The Queen of Sheba's Pearls»/ Перли цариці Савської
- 2006 — «Heartbreak Hotel»
- 2008 — «Сельма» (телевізійний фільм)
- 2008 — «Angel»

## Визнання
- Премія Золотий жук (1993).
- Litteris et Artibus (2010)